# Бугульминский механический завод
Бугульминский механический завод ПАО «Татнефть» — завод в городе Бугульма, который входит в состав корпорации Татнефть.

## Общие сведения
Завод является одним из старейших предприятий в области нефтегазоперерабатывающего, химического и энергетического машиностроения. Расположен на юге-востоке Республики Татарстан и обеспечен хорошими подъездными авто- и железнодорожными путями.

## История завода
Завод основан в 1954 году как Бугульминский механический завод по ремонту строительных механизмов. С 1956 года современное название. С 1976 по 1992 год находился в составе объединения «Бугульманефтемаш», НПО «Казанькомпрессормаш». В 1980-е годы — головное предприятие производственного объединения «Бугульманефтемаш», одно из ведущих предприятий Министерства нефтяного и химического машиностроения СССР; в 1992 году вошёл в состав производственного объединения «Татнефть» на основании Постановления Кабинета Министров № 602 от 2 ноября 1992 года. Предприятие специализируется на изготовлении и поставке оборудования для нефтяной, газовой, нефтеперерабатывающей, нефтехимической промышленности.
Становление и развитие Бугульминского механического завода шло быстрыми темпами. Уже в 1962 году, через шесть лет после образования, завод вышел на международный уровень: в Болгарию была отгружена первая партия теплообменников. К 1966 году экспортные поставки осуществлялись в 14 стран мира.
Этапом в развитии завода стал его переход в 1988 году на полный хозрасчёт на основе самофинансирования. В начале 90-х годов нефтеаппаратура с маркой БМЗ была отправлена на Кубу, в Болгарию, Югославию, Вьетнам и Китай. В 1991 году открыт цех по выпуску товаров народного потребления. Все эти годы различными темпами продолжалось строительство завода.
До объединения завода с ПАО «Татнефть» БМЗ в разные годы относился к Министерству химического и нефтяного машиностроения, Министерству тяжелого машиностроения; вследствие структурных преобразований на базе БМЗ создавалось ПО «Бугульманефтемаш», завод входил в состав «Казанькомпрессормаш». В 1992 году завод вошёл в состав объединения ПАО «Татнефть», благодаря чему получил новый импульс для дальнейшего своего развития.

## География сотрудничества
Многолетнее сотрудничество связывает завод с сотнями предприятий в России и за рубежом.
Деловыми партнёрами БМЗ ПАО «Татнефть» являются:
- ОАО «ГАЗПРОМ»;
- НК «Роснефть» (ОАО «Куйбышевский НПЗ»),
- ОАО «Ново-Куйбышевский НПЗ»,
- ОАО «Сызранский НПЗ»);
- ТНК-ВР (ОАО «Рязанский НПЗ»),
- ОАО «Саратовский НПЗ»,
- ОАО «Орскнефтеоргсинтез»;
- НК ЛУКОЙЛ
- ОАО «Лукойл-Пермнефтеоргсинтез»,
- ОАО «Лукойл-Нижегороднефтеоргсинтез»,
- ОАО «Лукойл-Волгограднефтепереработка»);
- ОАО «Киришинефтеоргсинтез»;
- ОАО «Газпронефть-Омский НПЗ»;
- ОАО «Московский НПЗ»;
- ОАО «Хабаровский НПЗ»;
- Предприятия нефтехимического комплекса Башкортостана (ОАО «Ново-Уфимский НПЗ», ОАО «Уфимский НПЗ», ОАО «Уфанефтехим», ОАО «Уфаоргсинтез», ОАО «Салаватнефтеоргсинтез»);
- предприятия нефтехимического комплекса Татарстана (ОАО «ТАИФ»; ОАО «Нижнекамскшина»; ОАО «Нижнекамскнефтехим»; ОАО «Казаньоргсинтез») и многие другие.

## Краткое описание продукции завода
- Аппараты воздушного охлаждения

Предназначены для охлаждения и конденсации газообразных, парообразных и жидких сред в технологических процессах нефтеперерабатывающей, нефтехимической и других отраслях промышленности.
- Теплообменные аппараты

Аппараты предназначены для теплообмена жидких и газообразных сред в технологических процессах нефтеперерабатывающей, нефтехимической, химической, нефтяной, газовой и других отраслях промышленности.
- Трубные пучки

Трубные пучки к теплообменникам с плавающей головкой и с U-образными трубками предназначены для те-плообмена жидких и газообразных сред в технологических процессах
- Блоки напорных гребёнок типа БГ

Для распределения и измерения расхода технологической воды, подаваемой в скважины системы поддержания пластового давления в условиях умеренного макроклиматического района при температуре окружающей среды от + 40 до — 45 °C.
- Блоки технологические для газовой и нефтяной промышленности

Завод выпускает технологические блоки по техническим проектам в соответствии, представляющие собой конструктивно законченный элемент технологической установки, соотоящий из аппаратов (ёмкости, теплообменники, сепараторы, фильтры, дегазаторы и др.), оборудования (насосы, электродвигатели и др.) технологических трубопроводов (в пределах блока) с запорной, предохранительной и регулирующей арматурой, средств измерения, контроля и автоматизации с трубными и электрическими приводами к ним; металлоконструкций, которые поставляются для нефтяных и газоконденсатных месторождений.
- Ёмкостные аппараты

Аппараты ёмкостные цилиндрические для газовых и жидких сред
- Изолирующие фланцевые соединения

Предназначены для электрического разъединения трубопроводов от других подземных сооружений или отдельных участков трубопроводов от других участков. Применяются для устранения или ограничения блуждающих токов в подземных трубопроводах наводимых заземлителями постоянного или переменного токов и ЛЭП высокого напряжения, а также для устранения рассеивания защитных токов электро химической защиты.
- Регуляторы давления прямого действия «до себя и после себя»

Рычажные фланцевые ля поддержания заданного давления на трубопроводах для жидких и газообразных
- Сепараторы

Сепараторы центробежные вертикальные.
- Фильтры жидкостные сетчатые для трубопроводов

Фильтры жидкостные сетчатые для трубопроводов на условные давления 1,6 и 4,0 МПа при температуре транспортируемой жидкости от — 60° до 300 °C, предназначены для защиты от механических примесей насосного и другого оборудования в технологических установках нефтеперерабатывающей, нефтехимической, нефтяной и газовой отраслей промышленности. Размеры улавливаемых твердых частиц
- Насосно-компрессорные трубы с внутренним полимерным покрытием

Линия по нанесению полимерных покрытий на внутреннюю поверхность труб рассчитана на покрытие НКТ
- Детали трубопроводов стальные приварные с внутренним полимерным покрытием

Предназначены для сооружения трубопроводов, транспортирующих нефть, солёную и пресную воду, органические кислоты, сильные щелочи, углекислый газ
- Трубы стальные с внутренним и наружным антикоррозионным покрытием

Трубы двухслойным покрытием (клей-расплав, полиэтилен) или трехслойным (грунтовка, клей-расплав, полиэтилен) и с внутренним антикоррозионным покрытием на основе краски (идентично качеству покрытий НКТ).
- Цепные приводы скважинных штанговых насосов (типа ПЦ)

Предназначены для приведение в действие скважинных штанговых насосов.
- Арматура малогабаритная нагнетательная

Предназначена для обвязки устья нагнетательных скважин системы ППД.
- Воздухосборники

Предназначены для сглаживания пульсаций в воздуховодах при работе поршневых компрессоров общего назначения, также в установках винтовых и ротационных стационарных компрессоров, в условиях макроклиматических районов с умеренным и холодным климатом УХЛ и тропическим климатом, категория с сейсмичностью не более 6 баллов.
- Установка замерная групповая ГЗУ

Предназначена для системы сбора продукции нефтяных скважин и автоматизированных систем управления технологическими процессами нефтедобычи.
- Установка замерная групповая ГЗУ-СКЖ

Предназначена для периодического оперативного учёта добываемой жидкости из нефтяной скважины, подключённой к счётчику жидкости СКЖ, в системе сбора продукции скважин.
- Отклонители

Предназначены для забуривания боковых стволов в обсадных колоннах диаметром
- Парогенераторы

Применяется для комплектации промысловых паровых передвижных установок
- Продукция для капитального ремонта скважин

Бугульминский механический завод производит продукцию для капитального ремонта скважин нефтяных и газовых месторождений: